# Coaster Coat
Coaster Coat è il centoventiduesimo album in studio del chitarrista statunitense Buckethead, pubblicato il 20 novembre 2014 dalla Hatboxghost Music.
Si tratta del novantatreesimo disco appartenente alla serie "Buckethead Pikes".

## Tracce
Musiche di Buckethead.
1. Coaster Coat – 12:43
2. Flying Cat – 9:00
3. Coastline – 11:03

## Formazione
- Buckethead – chitarra, basso, programmazione